# Grallaria ridgelyi
El tororoí jocotoco  o chululú hocotoco (Grallaria ridgelyi), es una especie de ave paseriforme perteneciente al numeroso género Grallaria  de la familia Grallariidae, anteriormente incluido en Formicariidae.  Se encuentra en Ecuador y Perú. Fue descubierto en 1997, y descrito científicamente en 1999.

## Hábitat
Se distribuye por los Andes del sur de Ecuador en Zamora-Chinchipe (cuenca del alto río Chinchipe) y norte de Perú en Cajamarca.
Vive en el sotobosque del bosque húmedo siempreverde de montaña, con briofitas, árboles generalmente bajos y bambú, entre los 2300 y 2680 m de altitud.

## Descripción
Mide 22 cm de longitud. Tiene corona negra; cara casi totalmente gris oscura, excepto por su bigote blanco; dorso marrón grisáceo, con tintes ferruginosos en las alas y rayas negras en el lomo y los hombros; las partes bajas son de color gris blancuzco. El iris es rojizo, el pico negro y las patas grises.

## Alimentación
Se alimenta de escarabajos, hormigas y otros insectos y sus larvas, lombrices, milípedos y otros invertebrados.